# Leptocerus quilleverei
Leptocerus quilleverei är en nattsländeart som beskrevs av Francois-Marie Gibon 1984. Leptocerus quilleverei ingår i släktet Leptocerus och familjen långhornssländor. Inga underarter finns listade i Catalogue of Life.